# Михаил Комнин Торник Асен Палеолог
Михаил Комнин Торник Асен Палеолог (на средногръцки: Μιχαήλ Κομνηνός Τορνήκης Άσάνης Παλαιολόγος) или само Михаил Асен (Μιχαήλ Άσάν) е византийски аристократ и администратор от XIV век. 
Сведенията за живота на Михаил са изключително оскъдни. Син е на Константин Палеолог Асен и неизвестна жена, за която Йордан Иванов предполага, че е била от аристократичния род на Торниките. Бащата на Михаил е син на българския цар Иван Асен III и на византийската принцеса Ирина Палеологина. Датата на раждането на Михаил Асен е неизвестна, но според Иван Божилов тя може да бъде отнесена към първото десетилетие на XIV век.
В едно запазено стихотворение от Никифор Григора, написано по повод смъртта на Михаил, той се споменава само с името Михаил Асен. 
В типика на константинополския манастир „Света Богородица Сигурна надежда“ от 1330 г., на лист 9v. заедно със съпругата си Ирина е изобразен и Михаил Комнин Торник Асен Палеолог. Въпреки наличието на различни интерпретации за личността на Михаил Асен от стихотворението на Григора, през 1972 г. Е. Трап доказва, че Михаил Асен и Михаил Комнин Торник Асен от Устава на Теодора Синадина са едно и също лице, а тази теза се възприема и от Иван Божилов.
В стихотворението на Никифор Григора се посочва, че Михаил Асен е бил управител на остров Лесбос, какъвто Божилов допуска, че е бил между 1342 г. и 1355 г., но най-вероярно през 1347 г.
Михаил Асен е бил женен за Ирина Комнина Кантакузина Палеологина Асенина. Двамата са имали деца, които починали рано. Съпружеската двойка е изобразена на миниатюра в Устава на Теодора Синадина за манастира „Света Богородица Сигурна надежда“, където Михаил е посочен като зет на ктиторката.